# Grace Mills
Pour les articles homonymes, voir Mills.
Grace Mills, née le 28 octobre 1883 à Alton (Illinois) et morte le 7 janvier 1972 à San Diego (Californie), est une actrice américaine (parfois créditée Grayce Mills).

## Biographie
Au théâtre, Grace Mills joue notamment à Broadway (New York) dans seize pièces, depuis Spellbound de Frank Vosper (1927, avec Elizabeth Patterson et Alison Skipworth) jusqu'à Minnie and Mr. Williams de Richard Hughes (1948, avec Josephine Hull). Entretemps, mentionnons Une maison de poupée d'Henrik Ibsen (1937-1938, avec Ruth Gordon et Sam Jaffe), Les Quatre Filles du docteur March, adaptation du livre éponyme de Louisa May Alcott (1944, avec Herbert Berghof) et Médée d'Euripide (son avant-dernière pièce à Broadway, 1947-1948, avec Judith Anderson et John Gielgud).
Au cinéma, elle apparaît dans cinq films américains, Harvey d'Henry Koster (1950, avec James Stewart et Josephine Hull), Mark Dixon, détective d'Otto Preminger (1950, avec Dana Andrews et Gene Tierney), les westerns La Vallée de la vengeance de Richard Thorpe (1951, avec Burt Lancaster et Robert Walker) et La Furie du Texas d'Edwin L. Marin (1951, avec Randolph Scott et David Brian), et enfin Le Gang des jeunes d'Abner Biberman (1955, avec William Campbell et Mamie Van Doren).
Pour la télévision américaine, elle contribue à un épisode (1958) de la série La Grande Caravane.
Grace Mills meurt début 1972, à 88 ans.

## Théâtre à Broadway (intégrale)
- 1927 : Spellbound de Frank Vosper, mise en scène d'O. P. Heggie : la première surveillante
- 1933 : We, the People de (mise en scène et produite par) Elmer Rice : Frieda Davis
- 1934 : They Shall Not Die de John Wexley, mise en scène de Philip Moeller : une citoyenne
- 1935 : Crime Marches de Bertrand Robinson et Maxwell Hawkins : Martha Gibbons / Mme Finkelstein
- 1936 : Hedda Gabler d'Henrik Ibsen, mise en scène d'Alla Nazimova : Bertha
- 1937-1938 : Une maison de poupée (A Doll's House) d'Henrik Ibsen, adaptation de Thornton Wilder : Anna
- 1939 : The White Steed de Paul Vincent Carroll : Sarah Hearty
- 1940 : Boy's Daughter de St John Irvine : Mlle McClurg
- 1941 : Good Neighbor de Jack Levin : Mme Kurtmann
- 1944 : Decision d'Edward Chodorov : Mme Bowen
- 1944 : Men to the Sea d'Herbert Kubly, décors et lumières d'Howard Bay : Mme Mosh
- 1944 : Les Quatre Filles du docteur March (Little Women), adaptation par Marian de Forest du livre éponyme de Louisa May Alcott, mise en scène de Jessie Royce Landis : la tante March (rôle repris en 1945-1946)
- 1945 : Live Life Again de Dan Totheroh : Mme Hansen
- 1946-1947 : Joyeux Chagrins (Present Laughter) de Noël Coward : Mlle Erikson
- 1947-1948 : Médée (Medea) d'Euripide, adaptation de Robinson Jeffers, mise en scène de John Gielgud : la première dame de Corinthe
- 1948 : Minnie and Mr. Williams de Richard Hughes : Mme Jones Bakehouse

## Filmographie complète

### Cinéma
- 1950 : Harvey d'Henry Koster : Ethel Chauvenet
- 1950 : Mark Dixon, détective (Where the Sidewalks Ends) d'Otto Preminger : Mme Tribaum
- 1951 : La Vallée de la vengeance (Vengeance Valley) de Richard Thorpe : Mme Burke
- 1951 : La Furie du Texas (Fort Worth) d'Edwin L. Marin : Mme Nickerson
- 1955 : Le Gang des jeunes (Running Wild) d'Abner Biberman : la mère de Ken Osanger

### Télévision
- 1958 : La Grande Caravane (Wagon Train), saison 1, épisode 27 The Sarah Drummond Story : la mère Archer